# Campionats del món de ciclisme urbà – Trial masculí, 26 polzades
El Trial masculí amb roda de 26 polzades és una de les disciplines que integren els Campionats del món de ciclisme urbà organitzats anualment per l'UCI. S'ha vingut celebrant d'ençà dels campionats de 1995.
Del 2000 al 2016 van formar part dels Campionats del món de ciclisme de muntanya i trial. El 2017 van ser una de les proves que van formar, el creat de nou, Campionat del món de ciclisme urbà.
A 1 de gener de 2018.

## Medallistes en categoria Elit
| Edició | Any  | Lloc                | Or                  | Argent             | Bronze                 |
| I      | 1995 | Grossheubach        | Thierry Girard      | Gerd Merkel        | Seliga Radek           |
| II     | 1996 | Zuoz                | Thierry Girard      | Sylvain Girard     | Gerd Merkel            |
| III    | 1997 | Avoriaz             | Thierry Girard      | Sylvain Girard     | Bruno Arnold           |
| IV     | 1998 | Cartagena           | Bruno Arnold        | Marc Caisso        | Juan Francisco Sánchez |
| V      | 1999 | Avoriaz             | Marc Caisso         | Bruno Arnold       | Marc Vinco             |
| VI     | 2000 | Sierra Nevada       | Marc Vinco          | Marc Caisso        | Bruno Arnold           |
| VII    | 2001 | Vail                | Marc Caisso         | Dani Comas         | Bruno Arnold           |
| VIII   | 2002 | Kaprun              | Kenny Belaey        | Marc Vinco         | Marc Caisso            |
| IX     | 2003 | Lugano              | Giacomo Coustellier | Marc Caisso        | Kenny Belaey           |
| X      | 2004 | Les Gets            | Dani Comas          | Vincent Hermance   | Marc Caisso            |
| XI     | 2005 | Livigno             | Kenny Belaey        | Vincent Hermance   | Benito Ros             |
| XII    | 2006 | Rotorua             | Kenny Belaey        | Vincent Hermance   | Giacomo Coustellier    |
| XIII   | 2007 | Fort William        | Vincent Hermance    | Gilles Coustellier | Kenny Belaey           |
| XIV    | 2008 | Val di Sole         | Gilles Coustellier  | Vincent Hermance   | Dani Comas             |
| XV     | 2009 | Canberra            | Gilles Coustellier  | Kenny Belaey       | Vincent Hermance       |
| XVI    | 2010 | Mont Sainte-Anne    | Kenny Belaey        | Benito Ros         | Marc Caisso            |
| XVII   | 2011 | Champéry            | Gilles Coustellier  | Kenny Belaey       | Vincent Hermance       |
| XVIII  | 2012 | Leogang-Saalfelden  | Gilles Coustellier  | Aurélien Fontenoy  | Kenny Belaey           |
| XIX    | 2013 | Pietermaritzburg    | Vincent Hermance    | Gilles Coustellier | Kenny Belaey           |
| XX     | 2014 | Lillehammer-Hafjell | Gilles Coustellier  | Aurélien Fontenoy  | Kenny Belaey           |
| XXI    | 2015 | Vallnord            | Vincent Hermance    | Jack Carthy        | Kenny Belaey           |
| XXII   | 2016 | Val di Sole         | Jack Carthy         | Gilles Coustellier | Kenny Belaey           |
| XXIII  | 2017 | Chengdu             | Jack Carthy         | Nicolas Vallée     | Kenny Belaey           |

## Resum estadístic

### Campions múltiples
| Pilot              | Medalles d'or |
| ------------------ | ------------- |
| Gilles Coustellier | 5             |
| Kenny Belaey       | 4             |
| Vincent Hermance   | 3             |
| Thierry Girard     | 3             |
| Marc Caisso        | 2             |
| Jack Carthy        | 2             |

## Palmarès Júnior
| Edició | Any  | Lloc                | Or                  | Argent               | Bronze               |
| I      | 1995 | Grossheubach        | Marc Vinco          | Dave Rollier         | Bruno Arnold         |
| II     | 1996 | Zuoz                | Marc Vinco          | Marc Caisso          | Christian Weber      |
| III    | 1997 | Avoriaz             | Marc Caisso         | Marc-Amory Buteneers | Christian Weber      |
| IV     | 1998 | Cartagena           | Marco Hösel         | Thomas Wozniak       | Marc-Amory Buteneers |
| V      | 1999 | Avoriaz             | Rafal Kumorowski    | Marc-Amory Buteneers | Cédric Calvin        |
| VI     | 2000 | Sierra Nevada       | Kenny Belaey        | Giacomo Coustellier  | Thomas Oehler        |
| VII    | 2001 | Vail                | Vincent Hermance    | Thomas Oehler        | Kenny Belaey         |
| VIII   | 2002 | Kaprun              | Giacomo Coustellier | Gilles Coustellier   | Marc Soulas          |
| IX     | 2003 | Lugano              | Gilles Coustellier  | Alexis Touteau       | Thibault Veuillet    |
| X      | 2004 | Les Gets            | Ben Savage          | Florian Tournier     | Sebastian Hoffmann   |
| XI     | 2005 | Livigno             | Ben Slinger         | Ben Savage           | Wesley Belaey        |
| XII    | 2006 | Rotorua             | Aurélien Fontenoy   | Ben Slinger          | Matthias Mrohs       |
| XIII   | 2007 | Fort William        | Aurélien Fontenoy   | Loris Braun          | Hannes Herrmann      |
| XIV    | 2008 | Val di Sole         | Loris Braun         | James Barton         | Kévin Aglae          |
| XV     | 2009 | Canberra            | Joe Oakley          | Abel Mustieles       | Rafa Tibau           |
| XVI    | 2010 | Mont Sainte-Anne    | Ion Areitio         | David Bonzon         | Maxime Tolu          |
| XVII   | 2011 | Champéry            | Marius Merger       | Yann Dunant          | Robin Fix            |
| XVIII  | 2012 | Leogang-Saalfelden  | David Bonzon        | Jack Carthy          | Eloi Paré            |
| XIX    | 2013 | Pietermaritzburg    | Jack Carthy         | Nils-Obed Riecker    | Jeremy Descloux      |
| XX     | 2014 | Lillehammer-Hafjell | Jack Carthy         | Sergi Llongueras     | Dominik Oswald       |
| XXI    | 2015 | Vallnord            | Nicolas Vallée      | Dominik Oswald       | Nicolas Fleury       |
| XXII   | 2016 | Val di Sole         | Nicolas Vallée      | Jordi Araque         | Noah Cardona         |
| XXIII  | 2017 | Chengdu             | Nathan Charra       | Tomu Shiozaki        | Noah Cardona         |